# Féminisme autochtone
Le féminisme autochtone est un mouvement féministe qui se préoccupe des droits des femmes amérindiennes ou autochtones d'Amérique, de la souveraineté autochtone et de la décolonisation. Sa théorie et sa pratique sont proches de celles du féminisme intersectionnel. Il se sépare du féminisme dominant, souvent réticent à l'idée de donner la priorité à des problèmes comme le racisme et les méfaits de la colonisation. Les femmes autochtones, quant à elles, se mobilisent pour des questions telles que les meurtres et disparitions de femmes autochtones (MMIW), la stérilisation forcée des femmes autochtones, la lutte pour les droits fonciers et la victimation sexuelle disproportionnée des femmes natives d'Amérique, en particulier en tant que cibles des hommes blancs,.
Le mouvement peut être comparé par exemple au Black feminism, mouvement féministe dans les communautés afro-américaines.
Les communautés autochtones sont diverses, certaines femmes détenant un pouvoir considérable au sein de leurs nations tribales et de nombreuses autres vivant dans des communautés patriarcales. Les femmes en position dominante ont des objectifs différents de celles qui luttent encore pour leurs droits fondamentaux au sein de leur communauté.
Le féminisme autochtone est lié au féminisme postcolonial car il reconnaît les conséquences dévastatrices de la colonisation sur les peuples autochtones et les terres qu'ils habitent, et l'importance d'un démantèlement des systèmes oppressifs introduits à la suite de la colonisation. La priorité donnée au territoire ancestral, aux droits fonciers et aux luttes environnementales relient le féminisme autochtone à certains aspects de l'écoféminisme. La distinction entre le féminisme autochtone et le féminisme blanc dominant s'explique par le fait  que « les femmes autochtones ont des expériences concrètes qui façonnent leurs relations aux thèmes centraux », expériences différentes de celles des femmes non autochtones,.
Le féminisme autochtone est également connu sous d'autres noms géographiquement spécifiques, en Amérique ou en dehors, tels que féminisme des natifs d'Amérique aux États-Unis, féminisme des Premières Nations au Canada, féminisme aborigène ou indigène australien en Australie. Malgré l'utilisation du mot « autochtone », applicable à divers lieux, la majorité des textes faisant référence au féminisme autochtone ont tendance à se concentrer en réalité sur les populations autochtones d'Amérique du Nord (Amérindiens des États-Unis, Premières Nations du Canada, Inuits et Métis).

## Effets de la colonisation
Dans la plupart des communautés autochtones, ce sont la colonisation et le christianisme qui ont entraîné les changements les plus profonds et les plus néfastes dans la situation et le traitement des femmes.
Les peuples autochtones sont devenus soumis, en effet, à un système patriarcal raciste qui a considérablement modifié les pratiques sociales, économiques et culturelles des sociétés autochtones antérieures au contact avec les Européens. Le pouvoir économique, politique et spirituel accordé aux femmes dans les communautés autochtones menaçait les arrivants européens qui utilisaient « la xénophobie et une peur profonde des pratiques spirituelles autochtones » pour justifier les actes de génocide comme moyen de domination. De plus, « alors que les rôles traditionnels des femmes dans les communautés autochtones varient considérablement, la colonisation a réorganisé les relations de genre en assujettissant les femmes, quel que soit leur statut antérieur au contact avec les Européens » . La colonisation a restructuré les systèmes sociaux autochtones pour les adapter à l'idéal des colons blancs.
Les colons blancs ont souvent apporté un nouveau type de système économique de leur nation européenne qui impliquait les idées de propriété privée de travail genré, système qui a été imposé aux communautés autochtones . Dans A Recognition of Being: Reconstructing Native Womanhood, Anderson note que « la scission entre le travail public et privé et l'introduction des économies capitalistes ont perturbé les autorités économiques traditionnelles des femmes autochtones ».
Afin de priver les femmes du pouvoir politique, les colonisateurs ont imposé des systèmes de réglementation aux peuples autochtones, dont la Loi sur les Indiens du Canada fournit un exemple. Cette loi définit le statut des femmes comme inférieur à celui des hommes. L'identité et le statut autochtones étaient désormais déterminés sur la base d'une lignée patrilinéaire, ce qui enlevait aux femmes une grande partie de leur pouvoir social et politique. Les pouvoirs politique et spirituel des femmes sont souvent liés. En conséquence, « les traditions religieuses hétéropatriarcales, où dominent le genre masculin et l'hétérosexualité, ont exclu les femmes et les peuples bispirituels des rôles de leadership ». La combinaison de la perte de pouvoir du leadership économique, politique et spirituel place les peuples autochtones en position de grande vulnérabilité.
Les femmes autochtones continuent de remettre en question le patriarcat qui a largement colonisé les institutions politiques autochtones et ses effets sur les femmes qui ont davantage été affectées que les hommes. Le colonialisme et le patriarcat ont transformé des sociétés autochtones qui, avant la colonisation, étaient basées sur un système égalitaire en y imposant leurs idéologies sexistes. C’est par la dénonciation de la Loi sur les Indiens que le mouvement féminisme des femmes autochtones a commencé. La Loi sur les Indiens retirait le statut autochtone à celles qui épousaient des hommes non autochtones. Inversement, si un homme épousait une femme non autochtone, alors celle-ci se faisait transmettre son statut. Cette disposition patriarcale s’inspire directement du système chrétien occidental, où la femme devenait la propriété de l’homme et ne possédait pas d’identité individuelle. Puisque traditionnellement, ce sont les femmes qui sont responsables de l’enseignement de la langue et de la culture aux enfants, le gouvernement s’est ainsi assuré d’en étouffer la transmission au sein des communautés autochtones et d’encourager la valorisation de la culture occidentale.
Bien que les conséquences du colonialisme soient néfastes aussi bien pour les hommes que pour les femmes, il reste qu’elles comportent une dimension genrée non négligeable. Le modèle patriarcal des cultures colonisatrices a eu un impact majeur sur les sociétés autochtones qui a mené à la Loi sur les Indiens, ayant pour effet de contrer la participation politique des femmes autochtones et leur droit de vote.

## Théorie et recherches
Le féminisme autochtone veut s'appuyer sur des modèles traditionnels tout en incorporant des idées féministes modernes et intersectionnelles. Le féminisme autochtone diverge du féminisme postcolonial, car certains ont soutenu que la théorie postcoloniale en général a largement ignoré le colonialisme tel qu'il s'est manifesté en Amérique, à l'égard les populations autochtones. Certains chercheurs autochtones (tels que Robert Allen Warrior (en), Elizabeth Cook-Lynn (en), Craig Womack (en)) ont ainsi exprimé leur inquiétude quant aux limites de la théorie postcoloniale, qui risque de marginaliser les perspectives autochtones. Dans "Qui a volé les études amérindiennes ?" Elizabeth Cook-Lynn discute du débat important sur ce qui constitue le post- colonial, et qui a le privilège de décréter qu'une une société est devenur post-coloniale (appellation qui sous-entend le colonialisme appartient au passé). En conséquence, des femmes se sont ralliées au féminisme autochtone comme moyen de remédier à ces limites du féminisme postcolonial.
Le développement du féminisme autochtone moderne est né d'une contre-insurrection contre la tentative d'appliquer le féminisme occidental de manière égale et efficace à toutes les femmes, indépendamment de leurs expériences. De telles tentatives sont considérées comme infructueuses car elles homogénéisent les expériences très diverses des femmes et des peuples autochtones. S'appuyant sur la théorie de l' intersectionnalité de Kimberle Crenshaw, la théorie féministe autochtone cherche à inverser les façons dont le féminisme blanc « confond ou ignore les différences intragroupes » 
Cheryl Suzack et Shari M. Huhndorf soutiennent dans Indigenous Women and Feminism: Politics, Activism and Culture que : « Bien que le féminisme autochtone soit un domaine naissant de recherche universitaire, il est né d'histoires d'activisme et de culture des femmes qui ont visé à combattre la discrimination fondée sur le sexe., assurer la justice sociale pour les femmes autochtones et lutter contre leur effacement social et leur marginalisation - des efforts qui relèvent sans doute du féminisme, malgré la relation tendue des femmes autochtones avec le terme et avec les mouvements féministes traditionnels. ».
Le féminisme autochtone se distingue par ailleurs des autres mouvements de défense des droits autochtones, tels que la théorie de la libération autochtone, parce que ces théories « n'ont pas été attentives aux manières genrées par lesquelles l'oppression coloniale et le racisme fonctionnent pour les hommes et les femmes, ou aux sexismes inhérents et adoptés que certaines communautés manifestent".
De nombreux universitaires et militants identifient le féminisme autochtone comme étant lié au féminisme radical, car il prône souvent un bouleversement de tous les systèmes de pouvoir qui organisent l'assujettissement des femmes autochtones sur la base à la fois de la suprématie masculine et de la différence raciale. Le féminisme autochtone encourage la participation aussi bien des hommes que des femmes à la décolonisation . Myrna Cunningham ( Miskita ) a déclaré que  « la lutte des peuples autochtones n'est pas une menace pour nos luttes en tant que femmes autochtones. Au contraire, nous voyons ces luttes comme réciproques."  La décolonisation est considérée comme l'outil ultime pour lutter contre la subordination des peuples autochtones

## Critique du féminisme blanc
Les féministes traditionnelles supposent généralement que la lutte contre l'oppression fondée sur le sexe ou le genre est la priorité absolue (voire unique), tandis que l'indigénéité est d'une importance secondaire. Moreton-Robinson a écrit que les féministes blanches « sont extrêmement réticentes à l'idée de se voir dans la position d'oppresseurs, et donnent la priorité à la lutte contre l'oppression dont elles sont victimes ». Or les femmes autochtones refusent l'homogénéisation des « femmes »,.
Pour les femmes autochtones, toutes les féministes blanches ont bénéficié de la colonisation, de la dépossession des peuples autochtones et continuent d'en récolter les bénéfices ; les femmes blanches, et non les femmes autochtones, accèdent à des rôles clés et constituent la norme de la féminité en Australie et dans d'autres pays coloniaux. Selon Carrie Bourassa, le problème en abordant les questions féministes autochtones à travers cette lentille est que le féminisme blanc dominant était lui-même imprégné d'un récit de colonialisme. Il a utilisé l'indigénéité, le racisme, l'hétéronormativité et le christianisme comme outils pour représenter les peuples autochtones comme des « autres » et justifie le fait les « civiliser » ; en conséquence, il y a eu un manque d'inclusion du travail des femmes autochtones dans les discours dominants.
Ainsi des féministes autochtones comme Celeste Liddle (Arrernte), « croient fermement qu'en tant que femmes autochtones, alors que nos combats sont liés aux luttes féministes en cours au sein d'autres groupes racialement marginalisés, ils ne sont pas les mêmes».
La question de l'égalité des salaires entre hommes et femmes est un exemple de préoccupations différentes entre féminisme dominant et féminisme autochtone. Celeste Liddle rappelle que « les Autochtones n'ont historiquement pas été payés du tout pour leur travail » Par conséquent, la lutte du féminisme blanc pour l'égalité salariale (entre autres enjeux) était perçue comme repoussant les droits des femmes autochtones à la périphérie.
Un autre exemple de ce type est le temps nécessaire pour obtenir certains droits. Par exemple, alors que les femmes blanches considérées comme citoyennes du Canada ont obtenu le droit de vote en 1918, toutes les autres femmes n'ont obtenu le droit de vote que bien plus tard. Les femmes autochtones du Canada n'avaient pas le droit de voter avant les années 1960, époque à laquelle la deuxième vague du féminisme s'était éloignée de ces questions. Le 10 mars 1969, sous le gouvernement de John Diefenbaker, les hommes et les femmes autochtones obtiennent le droit de vote. Le Québec est la dernière province du Canada à reconnaître ce droit aux hommes et aux femmes autochtones avec la Loi donnant le droit de vote aux Autochtones le 2 mai 1969,.
Rauna Kuokkanen (Sami) a plaidé en faveur d'un paradigme spécifiquement autochtone, par opposition à un paradigme féministe, car  « les approches des féminismes dominants excluent souvent les notions de collectivité ainsi que les droits fonciers qui sont des éléments centraux pour les peuples autochtones».

Une autre critique contre le féminisme dominant est présentée par Cunningham:
Le modèle du féminise hégémonique dominant tente d'homogénéiser le mouvement des femmes, affirmant que toutes les femmes ont les mêmes revendications et le même accès à la jouissance de leurs droits. Cette hypothèse erronée nie les divers besoins et visions culturels, linguistiques et sociaux de groupes distincts de femmes.

## Critique du féminisme autochtone
Une critique du féminisme autochtone parmi certains universitaires occidentaux est que les populations autochtones « choisissent de se distancier du féminisme».

## Activisme
La résistance et l'activisme contre les puissances coloniales dominantes peuvent prendre plusieurs formes, y compris, mais sans s'y limiter : les protestations juridiques ou politiques, les pratiques de guérison, la narration ou l'activisme artistique. Le mouvement est représenté par des autrices telles que Leanne Betasamosake Simpson et Leslie Marmon Silko.

### Femmes autochtones disparues et assassinées (MMIW)
"Sisters In Spirit" est un groupe qui organise les veillées, en l'honneur de la vie des femmes et filles autochtones disparues et assassinées (MMIWG). Ces veilles ont amené le gouvernement du Canada à lancer une enquête nationale sur les femmes et les filles autochtones disparues et assassinées en septembre 2016. Cette enquête rendu compte des causes systémiques de la violence. elle est finalement parvenue à la conclusion qu'il y a un génocide en cours contre les femmes autochtones en Amérique du Nord,.
Aux États-Unis, le Centre national de ressources pour améliorer la sécurité des femmes autochtones et de leurs enfants (NIWRC) a été créé « pour renforcer la capacité des tribus amérindiennes et autochtones de l'Alaska, des autochtones hawaïens et des organisations tribales et autochtones hawaïennes à répondre à la violence domestique». Cette organisation partage également des thèmes féministes autochtones

### Fini l'apathie
Le mouvement Idle No More (Fini l'apathie) est un mouvement autochtone fondé par trois femmes autochtones et un allié non autochtone, dans le but de « modifier les discours contemporains sur les droits, la souveraineté et la nationalité en affirmant que ce sont les femmes autochtones qui devraient détenir le pouvoir politique des nations autochtones, ou à tout le moins qu'elles devraient avoir un siège égal à la table des débats. ». Ce travail se fait en apportant des modifications à la Loi sur les Indiens du Canada, une loi qui restreint la souveraineté autochtone, ainsi qu'en préconisant la protection de l'environnement. L'Association des femmes autochtones du Canada (AFAC) est une autre organisation canadienne qui  élabore et modifie des lois qui affectent les peuples autochtones. dans le but d'autonomiser les femmes autochtones 

### Journée des peuples autochtones
Travailler pour changer le nom de « Christopher Columbus Day » en « Indigenous People's Day » est un exemple de changement du récit de l'indigénéité aux États-Unis Les partisans de ce changement croient que Colomb a été soumis à "l'adoration", malgré de nombreux aspects négatifs à son égard, y compris "son arrogance, sa mauvaise administration de ses entreprises coloniales et sa conscience aveugle, qui n'a pas été troublée par l'esclavage des peuples autochtones, même ce faisant, cela allait à l'encontre des souhaits de ses soutiens royaux.» 

### Traumatisme intergénérationnel et pratiques de guérison autochtones
En raison du traumatisme intergénérationnel qui se transmet de génération en génération en raison de la colonisation violente, la guérison est un aspect important de la résistance. Les pratiques de guérison comprennent le travail qui revient au travail culturel traditionnel autochtone précolonisé, comme le tissage, la couture, la musique ou même la participation active à la communauté autochtone. Parallèlement à cela, la revendication de la souveraineté à travers la narration et l'écriture sont également des formes d'activisme autochtone. L'écriture est un outil particulièrement utile dans la guérison et l'activisme. Il sert à la fois de « moyen de survivre à l'oppression et de moyen de s'engager dans le processus de guérison». Le livre This Bridge Called My Back, Writings by Radical Women of Color fait de cette idée une réalité, en publiant des récits sur le féminisme autochtone, et en contextualisant ces œuvres .